# Marlyn Meltzer
Marlyn Wescoff Meltzer (1922 - 7 décembre 2008) est une mathématicienne et informaticienne américaine et l'une des six programmeuses de l'ENIAC, le premier ordinateur entièrement électronique.
Les cinq autres programmeuses sont Kathleen McNulty Mauchly Antonelli, Jean Jennings Bartik, Frances Snyder Holberton, Frances Spence et Ruth Lichterman.

## Biographie

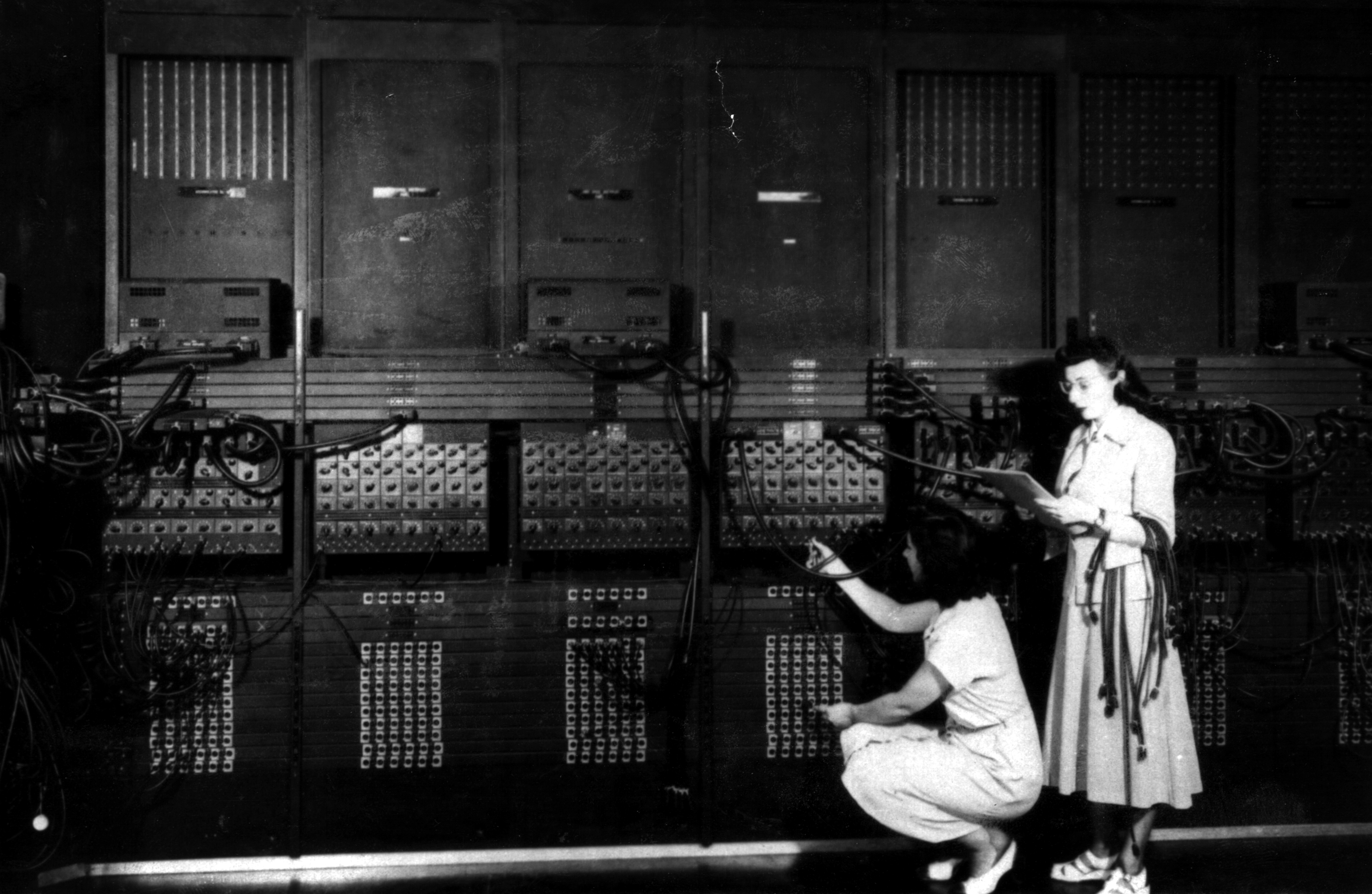
Les programmeuses Ruth Lichterman (accroupie) et Marlyn Wescoff (debout) câblent le côté droit de l'ENIAC avec un nouveau programme.

Marlyn Meltzer est née à Philadelphie. Elle est diplômée de l'Université Temple en 1942. La même année, elle est embauchée par la Moore School of Electrical Engineering  de l'Université de Pennsylvanie pour y effectuer des calculs météo, opérés à l'époque sur des calculatrices mécaniques. À partir de 1943, toujours sur des calculatrices mécaniques, elle y effectue des calculs de trajectoire balistique. En 1945, elle intègre la toute première équipe de "computers", les programmeuses de l'ENIAC (Electronic Numerical Integrator and Computer). Financé par l'armée américaine pour accélérer le calcul des trajectoires balistiques, ce gigantesque calculateur électronique à programmation externe est construit et programmé à la Moore School of Electrical Engineering entre 1943 et 1946.

Marlyn Wescoff démissionne de l'ENIAC en 1947 et se marie, prenant le nom de Meltzer. Elle meurt le 7 décembre 2008 à Yardley en Pennsylvanie.

## Programmeuse de l'ENIAC
Experte dans le calcul des équations de météo et de trajectoires balistiques avec les technologies analogiques de l'époque, Marlyn Meltzer travaille en binôme avec Ruth Teitelbaum, pour le calcul des fonctions de balistique et leur intégration dans les programmes de l'ENIAC. 
Marlyn Meltzer et ses collègues ont appris à programmer sans langage de programmation et sans outils de programmation, ceux-ci n'existant pas encore.
L’ENIAC étant un projet classifié, les programmeuses doivent travailler d’après des schémas papier de la machine pour élaborer leur programmation.
Ayant conçu leur programme sur papier, les programmeuses sont ensuite autorisées à entrer dans la salle de l'ENIAC pour programmer physiquement la machine. Pour exécuter chaque opération, elles doivent tourner à la main certains des milliers de commutateurs, brancher des centaines de câbles et repérer les tubes défaillants.
Dans le projet informatique de l’ENIAC, il y avait une distinction fondamentale entre le matériel et le logiciel. La construction d’un ordinateur était un travail d’homme et la programmation un travail de femme. Programmer était considéré comme une tâche secondaire, un travail de bureau qui n’avait pas la même importance que la construction et le fonctionnement de la machine.
Lorsque le nouvel ordinateur ENIAC est dévoilé à la presse et au public en 1946 par l'Armée américaine, les femmes qui avaient contribué à sa programmation ne sont pas présentées et leur contribution au succès de l'ENIAC est passée sous silence pendant des années.

## Hommage
En 1997, Marlyn Meltzer est ajoutée au Women in Technology International Hall of Fame (en) avec les autres programmeuses de l' ENIAC. Ce prix a été créé en 1996 par WITI pour reconnaître, honorer et de promouvoir la remarquable contribution des femmes à la communauté scientifique et la technologie permettant d'améliorer et de faire évoluer notre société.